# Стовпці
Стовпці — хлібні вироби, що готувалися з гречаного тіста на олії, характерні для класичної української кухні.

## Етимологія
Назву страва отримала за свою форму — перевернутої склянки з вузьким дном на кшталт стовпа. Часто були замінниками хліба. Найбільш поширеними були у XVII—XIX ст. Про них у творі «Енеїда» згадує Іван Котляревський
|  | «І ласощі все тілько їли, Сластьони, коржики, стовпці, Варенички пшеничні, білі, Пухкі з кав'яром буханці» |

.

## Приготування
Замісіть рідке тісто з гречаного борошна, молока, яєць і дріжджів. Додайте трохи солі та цукру. Дайте підійти. Приготуйте формочки (кухлики, стовпчики). Змастіть їх олією і посипте борошном, заповніть кожну наполовину тістом і поставте у духовку. Часто смажили на пательні, при цьому 1 стовпець занімав увесь простір. Їли стовпці зі шкварками, молоком, кисломолочними продуктами, олією, приправленою цибулею та часником. Часто стовпці пекли в керамічних кухликах.